# Флаг Мадейры
Флаг Маде́йры — официальный символ автономного региона Мадейра Португальской Республики.
Флаг представляет собой прямоугольное полотнище с соотношением сторон 2:3, разделённое на три вертикальные полосы равной ширины. Полосы с краёв имеют синий цвет, центральная полоса — жёлтый (золотой). На центральной полосе изображён крест ордена Христа.
Синий цвет обозначает морское положение острова, жёлтый цвет — мягкий климат, благодаря которому процветает экономика острова. Крест призван напоминать о том, что остров был обнаружен членами военного рыцарского ордена, принадлежавшими дому Генриха Мореплавателя: Жуаном Гонсалвешем Зарку и Тристаном Вазом Текстейрой. Крест подчёркивает связь с Португалией.
Флаг был принят 28 июля 1978 года указом совета автономного региона. Официальное использование флага разрешено конституцией Португалии. Согласно этой конституции, Мадейра имеет статус автономного региона со своим конституционным правительством, которое имеет право на собственные символы. Символы используются, чтобы подчеркнуть отличия от остальной Португалии.